# Laxmannia arida
Laxmannia arida är en sparrisväxtart som beskrevs av Gregory John Keighery. Laxmannia arida ingår i släktet Laxmannia och familjen sparrisväxter. Inga underarter finns listade i Catalogue of Life.